# Holky (a kluci) ve filmu
Holky (a kluci) ve filmu (v anglickém originále Girls (and Boys) On Film) je patnáctá epizoda druhé série amerického hudebního televizního seriálu Glee a v celkovém pořadí osmdesátá první epizoda tohoto seriálu. Napsal ji Michael Hitchcock, režíroval ji Ian Brennan, jeden z tvůrců, a poprvé se vysílala ve Spojených státech dne 7. března 2013 na televizní stanici Fox.
Epizoda obsahuje již 500. hudební číslo od začátku natáčení seriálu.

## Příběh

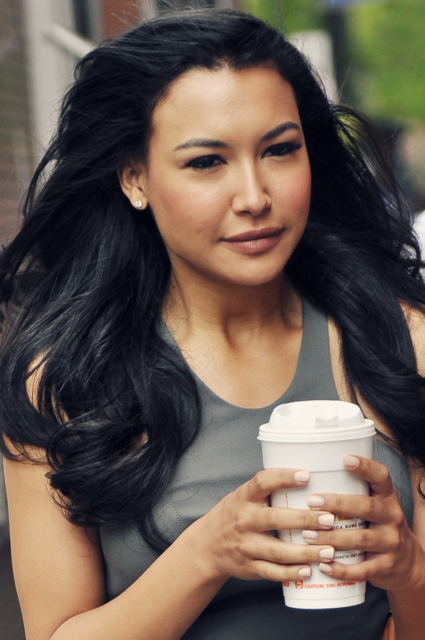
V tomto díle se Santana Lopez (Naya Rivera, na obrázku) dozví o potenciálním Rachelině těhotenství

Vedoucí sboru Will Schuester (Matthew Morrison) sní o tom, že zpívá „You're All the World to Me“ se svou bývalou snoubenkou, školní výchovnou poradkyní Emmou Pillsbury (Jayma Mays), která ho nechala u oltáře (viz předchozí epizoda). Willa sen inspiruje a ve sboru jako týdenní úkol zadá předvést píseň z oblíbeného filmu a v přípravě na nadcházející regionální kolo Will uspořádá každoroční soutěž mashupů mezi dívky a chlapci. Dále také oznámí, že vítěz soutěže se objeví v nízkorozpočtovém studentském filmu, který režíruje Artie Abrams (Kevin McHale). Blaine Anderson (Darren Criss) a Brittany Pierce (Heather Morris) vedou sbor ve skladbě "Shout", která je má na soutěž připravit.
V New Yorku jsou Rachel Berry (Lea Michele), Kurt Hummel (Chris Colfer), Santana Lopez (Naya Rivera) a Adam Crawford (Oliver Kieran-Jones) donuceni zůstat v bytu Rachel a Kurta kvůli sněhové vánici a rozhodnou se společně sledovat film Moulin Rouge!, během kterého začne Kurt fantazírovat, že zpívá "Come What May" s Blainem. Santana později řekne nahlas své podezření, že Brody Weston (Dean Geyer) je drogový dealer, protože u něj našla velkou sumu peněz, pager a on neustále mizí. Toto zjištění ale Rachel pokládá za nesmyslné.
V Limě chlapci předvádějí mashup písní „Old Time Rock and Roll“ a „Danger Zone“ a následně i dívky s vystoupením „Diamonds Are a Girl's Best Friend“ a „Material Girl“. Marley Rose (Melissa Benoist) se svěřuje Kitty Wilde (Becca Tobin), že ji Ryder Lynn (Blake Jenner) políbil na Den svatého Valentýna. Finn přesvědčí Emminy rodiče, aby mu řekli, kde se Emma ukrývá. Když zjistí, že se nachází v domě své sestry, tak přesvědčuje Willa, aby bojoval za získání jí zpět.
Will a New Directions zpívají Emmě skladbu „In Your Eyes“ a Emma přiznává, že utelka, protože se cítí, že Willa již nezná. Oba dva souhlasí, že na svůj vztah půjdou pomalu. Mezitím Jake Puckerman (Jacob Artist) přizná, že valentýnské dárky pro Marley byl Ryderův nápad. Jake pozve Marley, aby s ním vytvářela keramiku a během toho jí zpívá „Unchained Melody“. Marley se ale zmítá mezi ním a Ryderem, přizná se, že se líbila s Ryderem a Jake díky tomu vybouchne vzteky a odchází.
V New Yorku, Kurt přiznává Adamovi, že je do Blaina státe zamilovaný, ale chce se posunout dál a Adam se rozhodne posunout jejich vztah. Santana konfrontuje Rachel ohledně těhotenského testu, který našla. Rachel se v jejím náručí zhroutí a Santana si uvědomí, že Rachel může být těhotná.
V Limě, Will oznámí, že obě dvě skupiny vyhrály soutěž a objeví se v Artieho filmu a následně děkuje Finnovi, za to že našel Emmu. Finn mu poté přiznává, že ji políbil, když se začínala hroutit ohledně jejich svatby a rozzuřený Will ho nechává o samotě, zatímco studenti oslavují své společné vítězství v písni „Footloose“.

## Seznam písní
- „You're All the World to Me“
- „Shout“
- „Come What May“
- „Old Time Rock and Roll“ / „Danger Zone“
- „Diamonds Are a Girl's Best Friend“ / „Material Girl“
- „In Your Eyes“
- „Unchained Melody“
- „Footloose“

## Obsazení
| Chris Colfer      | Kurt Hummel           |
| Darren Criss      | Blaine Anderson       |
| Jane Lynch        | Sue Sylvester         |
| Kevin McHale      | Artie Abrams          |
| Lea Michele       | Rachel Berry          |
| Cory Monteith     | Finn Hudson           |
| Heather Morris    | Brittany Pierce       |
| Matthew Morrison  | William Schuester     |
| Chord Overstreet  | Sam Evans             |
| Amber Riley       | Mercedes Jones        |
| Naya Rivera       | Santana Lopez         |
| Mark Salling      | Noah „Puck“ Puckerman |
| Harry Shum mladší | Mike Chang            |
| Jenna Ushkowitz   | Tina Cohen-Chang      |

## Natáčení
Epizodu napsal seriálový dohlížející producent Michael Hitchcock a režíroval ji jeden z tvůrců, Ian Brennan. Pro epizodu bylo také natáčeno již 500. hudební číslo s názvem "Shout" z filmu Zvěřinec časopisu National Lampoon. Epizoda se natáčela dne 30. ledna 2013.
Mezi vedlejší postavy, které se objevily v této epizodě, patří školní výchovná poradkyně Emma Pillsbury (Jayma Mays), členové sboru Sugar Motta (Vanessa Lengies), Joe Hart (Samuel Larsen), Wade "Unique" Adams (Alex Newell), Marley Rose (Melissa Benoist), Jake Puckerman (Jacob Artist), Kitty Wilde (Becca Tobin) a Ryder Lynn (Blake Jenner), maturant na NYADĚ Adam Crawford (Oliver Kieran Jones) a Emmini rodiče Rose a Rusty Pillsbury (Valerie Mahaffey a Don Most).
V epizodě zaznělo deset písní, všechny jsou spojeny s filmem a byly vydány jako osm singlů. Skládá se ze svou mashupů: „Diamonds Are a Girl's Best Friend“ z filmu Páni mají radši blondýnky a „Material Girl“, založené na „Sparkling Diamonds“ z filmu Moulin Rouge! v podání Mellisy Benoist a Alexe Newella a „Old Time Rock and Roll“ z Riskantního podniku a „Danger Zone“ z Top Gun v podání Chorda Overstreeta a Darrena Crisse a šest samostatných písní včetně „Come What May“ z Moulin Rouge! v podání Darrena Crisse a Chrise Colfera, „Unchained Melody“ z filmu Duch v podání Jacoba Artista a Blaka Jennera, „You're All the World to Me“ z Královské svatby v podání Matthewa Morrisona a Jaymy Mays, „Footloose“ ze stejnojmenného filmu v podání Chorda Overstreeta, Kevina McHala a Samuela Larsena a „In Your Eyes“ z filmu Řekni cokoliv... v podání Matthewa Morrisona a Alexe Newella. Výtěžky ze stahování zbývající písně „Shout“, která je v podání Darrena Crisse a Heather Morris s New Directions, jsou darovány až do konce série společnosti Give a Note Foundation, což je hudební vzdělávací charitativní organizace pro děti.